# Trigonopterus ampanensis
Trigonopterus ampanensis – gatunek chrząszcza z rodziny ryjkowcowatych i podrodziny krytoryjków.
Gatunek ten opisany został po raz pierwszy w 2019 roku przez Alexandra Riedela na łamach „ZooKeys”. Współautorem publikacji jest Raden Pramesa Narakusumo. Jako miejsce typowe wskazano Mire w Bongka, w okolicy Ampany na terenie prowincji Celebes Środkowy. Epitet gatunkowy pochodzi od miejsca typowego.
Chrząszcz o ciele długości 2,73–3,03 mm, ubarwionym czarno z rdzawymi czułkami i stopami oraz ciemnordzawymi pozostałymi członami odnóży. Zarys ciała jest prawie rombowaty, z wierzchu wypukły. Ryjek ma po stronie grzbietowej żeberko środkowe i parę listewek przyśrodkowych. Epistom jest słabo zaznaczony i z rzadka porośnięty szczecinkami. Przedplecze ma na powierzchni gęsto rozmieszczone punkty z delikatnymi szczecinkami, tylko podłużna linia środkowa jest niepunktowana. Na przedzie przedplecza rosną rzadkie, niemal maczugowate łuski. Pokrywy mają rzędy od drugiego do szóstego delikatnie zaznaczone szeregami włosków. Powierzchnia pokryw jest bezładnie punktowana. Odnóża mają nieząbkowane uda, w przypadku dwóch ostatnich par zaopatrzone w karbowane listewki przednio-brzuszne. Tylna para ud ma srebrne łuski na wierzchu, ząbkowaną krawędź grzbietowo-tylną i łatę elementów strydulacyjnych przed wierzchołkiem. Genitalia samca cechują się prąciem o rozbieżnych bokach i niemal kanciastym, pozbawionym szczecinek szczytem, 2,8 raza dłuższą od prącia apodemą oraz wyposażonym w niewyraźną nabrzmiałość przewodem wytryskowym.
Ryjkowiec ten zasiedla listowie lasów nizinnych. Spotykany był na wysokości 160–430 m n.p.m.
Owad ten jest endemitem indonezyjskiej wyspy Celebes. Znany jest tylko z prowincji Celebes Środkowy.